# سالاد سیب‌زمینی
سالاد سیب‌زمینی غذایی با سیب‌زمینی آب‌پز است که در نواحی مختلف جهان به شکل‌های متفاوتی ساخته می‌شود.
این سالاد انتخاب خوبی در منوی آشپزهایی است که برای تعداد زیادی از مردم آشپزی می‌کنند، زیرا به آسانی به مقدار زیاد و سریع آماده شده و تا زمان مورد نیاز در یخچال مانده و از مواد ارزان درست می‌شود.

## مرکز و غرب اروپا و آمریکای شمالی
اگرچه سالاد نامیده می‌شود ولی غذای فرعی محسوب شده و معمولاً همراه خوراک اصلی است. این سالاد عموماً به عنوان اسنک در نظر گرفته می‌شود، و معمولاً در پیک‌نیک‌ها و باربیکیوهای خارج از خانه و خوراک مختصر گروهی و دیگر غذاهای اتفاقی و حوادث سرو می‌شود.
رایج ترین انواع سالاد سیب‌زمینی عبارتند از:
- سالاد با مایونز، ماست و چاشنی خامه ترش؛
- سالاد با چاشنی سرکه؛
- سالاد با بیکن؛
- سالاد با سبزی یا چاشنی شوید یا تره، پیازچه، ترخون، خیار شور، کبر، یا اقلام دیگر؛
- سالاد با پیاز خام و خیار شور؛
- سالاد با تخم‌مرغ آب‌پز (ترکیبی از سالاد سیب‌زمینی و سالاد تخم‌مرغ).

انواع مختلف سالاد سیب‌زمینی در دماهای مختلف سرو می‌شوند. بیشتر سالادهای سیب‌زمینی در دمای اتاق یا خنک‌تر سرو می‌شوند، اگرچه در نواحی جنوبی آلمان ممکن است گرم سرو شوند. در ایالات متحده و نواحی شمالی آلمان سالادهای سیب‌زمینی خنک سرو شده و معمولاً باید قبل از خوردن در یخچال قرار داده شوند.

### آلمان

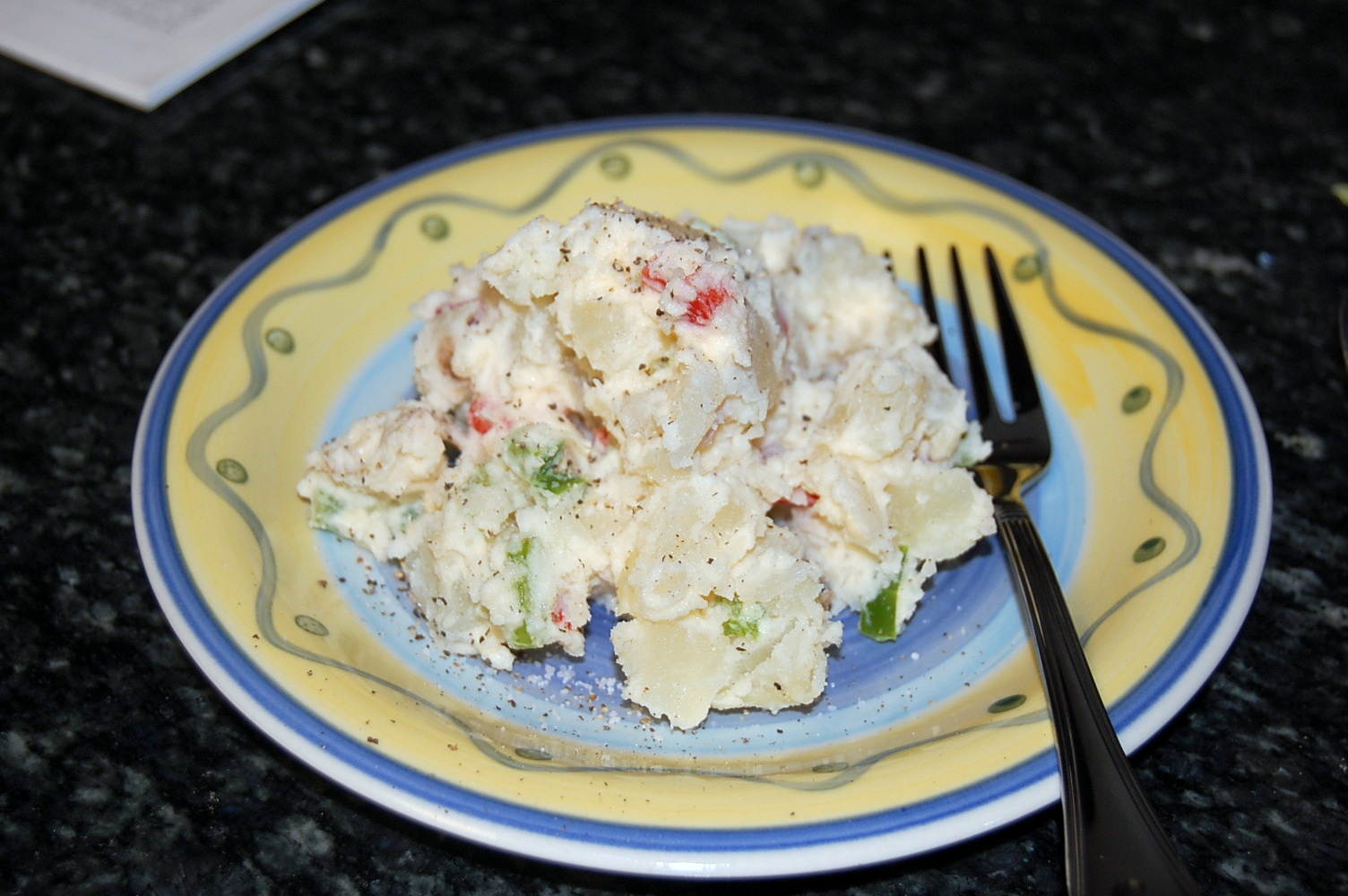
سالاد سیب‌زمینی نواحی شمالی آلمان

«سالاد سیب‌زمینی» آلمانی از انواع محبوبی است که عموماً با سرکه، سیب‌زمینی، نمک، فلفل و روغن نباتی، خردل، سبزی یا آب گوشت، پیاز آماده شده و روی آن پیازچه کوهی می‌ریزند. این سالاد معمولاً در نواحی جنوبی آلمان یافت می‌شود. برای درست کردن سالاد سیب‌زمینی در بخشهای شمالی آلمان از مایونز استفاده می‌کنند و این سالاد کاملاً شبیه همتای آمریکایی‌اش است. سالاد سیب‌زمینی و سوسیس در آلمان غذای محبوبی برای کریسمس است.

### ایتالیا
نوعی سالاد سیب‌زمینی محبوب در لاتیوم وجود دارد که در آن روی سیب‌زمینی‌های آب‌پز شده روغن زیتون، سرکه، جعفری ریز خرد شده و سیر، فلفل تند داغ و نمک می‌ریزند. در سیسیل سالاد سیب‌زمینی را با لوبیا سبز و پیاز قرمز درست کرده و روی آن روغن زیتون و سرکه می‌ریزند.

### لهستان
سالاد سیب‌زمینی در مناطق شمالی و غربی لهستان به خاطر نفوذ آلمان در قرن نوزدهم غذای محبوبی است. آن را معمولاً سرد سرو کرده، و با سیب‌زمینی، خیار شور و پیاز درست کرده و روی آن مایونز و سرکه می‌ریزند. گاهی‌اوقات یک شاه‌ماهی شور هم به آن اضافه می‌کنند.

### ایالات متحده

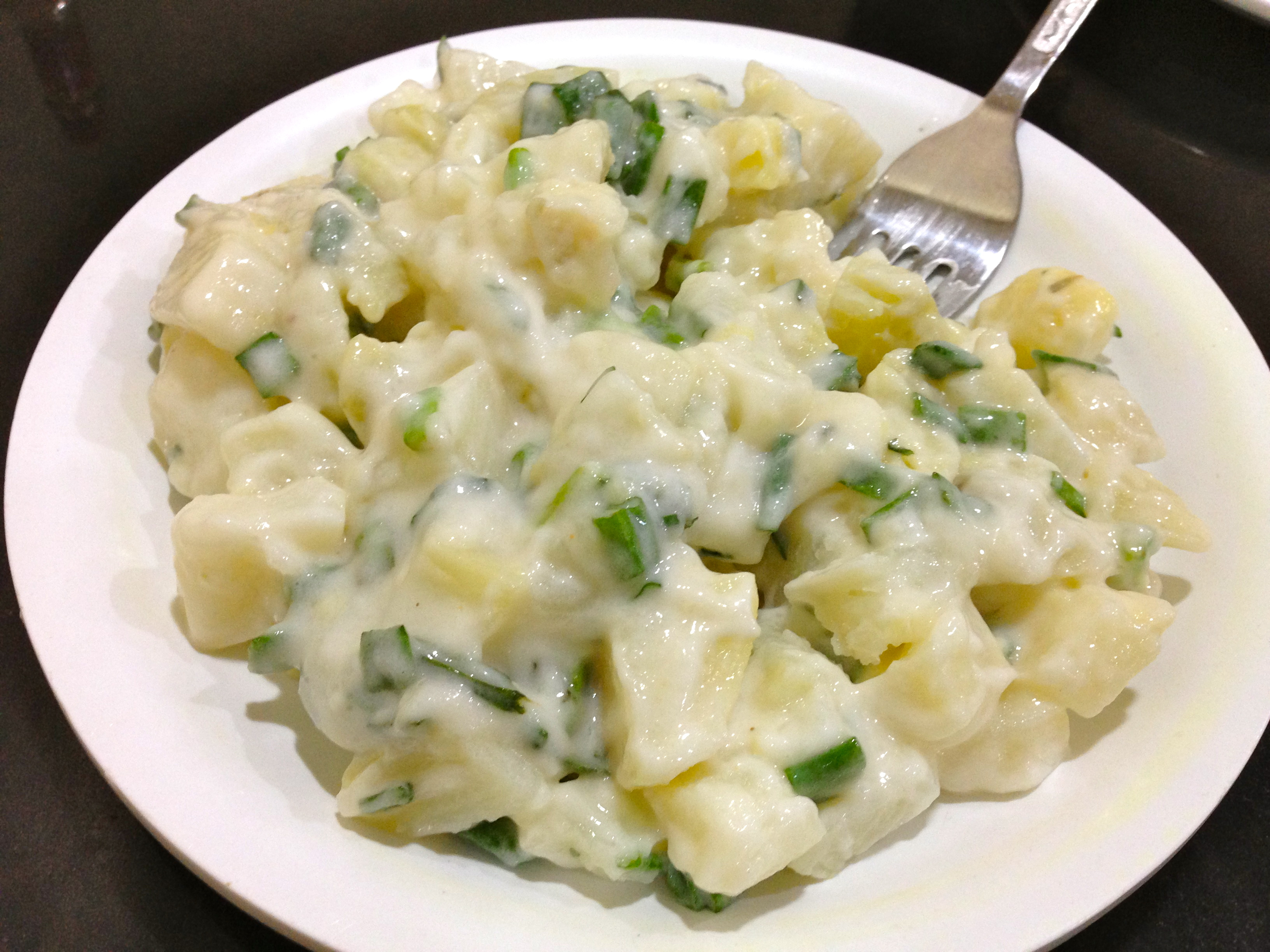
سالاد سرد سیب‌زمینی سرو شده در یک رستوران

سالاد سیب‌زمینی اغلب با باربیکیو، سرخ کردنی‌ها، هات‌داگ، مرغ سوخاری، همبرگر و ساندویچ سرد سرو می‌شود. گرچه در آمریکا در تمام سال خواهان دارد معمولاً در تابستان و پیک‌نیک خورده می‌شود. عموماً از سیب‌زمینی سفید و سیب‌زمینی قرمز یا سیب‌زمینی شیرین استفاده می‌شود، رسم بر این است که مقداری از پوست سیب‌زمینی را، به‌ویژه زمانی که آمریکاییها آن را به روش آلمانی درست می‌کنند، روی آن می‌گذارند.
اجزای اصلی سالاد سیب‌زمینی آمریکایی عبارتند از: سیب‌زمینی آب‌پز (معمولا سیب‌زمینی قهوه‌ای) به شکل مکعب خرد شده، مایونز یا جایگزینی شبیه مایونز مثل ماست یا خامهٔ ترش، خردل زرد یا پودر خردل (خردل خشک)، فلفل سیاه، نمک، دانه کرفس، شکر، شوید خشک، ترشی خرد شده (خیار شور خردشده)، پیازچه، پیاز قرمز یا سفید خرد شده، فلفل سبز یا قرمز خرد شده، کرفسی که به خوبی خرد و ریز شده، گاهی‌اوقات سفیدهٔ تخم‌مرغ آب‌پز (معمولاً یک تخم‌مرغ). سالاد سبزیجات (که سیب‌زمینی ندارند) به‌طور خام مصرف شده و هرگز پخته نمی‌شوند. اغلب روی این سالاد فلفل قرمز هندی یا پیاز ریزند و عموماً آن را در دمای اتاق یا سرد سرو می‌کنند.

### اروپای شرقی، اروپای جنوبی، آمریکای لاتین
نام نوع روسی این سالاد، سالاد الویه است، و به عنوان غذای فرعی جشن‌های سال نو و کریسمس در سراسر بلوک شرق محبوب شد. سالاد در اصل شامل انواع مرغ، گوشت و میوه دریایی است. در شکل گسترده کنونی آن، معمولاً شامل سیب زمینی، جوجه آب‌پز (گاهی اوقات ژامبون یا سوسیس بولونیا) که کمی درشت خرد شده، تخم‌مرغ، شوید خوابیده در آب نمک، هویج، نخود سبز و پیاز پوشیده در سس مایونز است؛ بنابراین می‌توان آن را ترکیبی از سالاد سیب‌زمینی، سالاد تخم‌مرغ و سالاد مرغ در نظر گرفت.
انواع متفاوتی از سالاد الویه هم در بالکان، شبه جزیره ایبری، همچنین بعضی از کشورهای آسیا و سراسر آمریکای لاتین محبوب هستند. در کشورهای زیادی این سالاد به عنوان سالاد روسی شناخته می‌شود. در ترکیه هم یک سالاد سیب‌زمینی سنتی به نام patates salatası وجود دارد.